# Relations entre l'Autriche et le Chili
Les relations entre l'Autriche et le Chili sont les relations étrangères entre l'Autriche et le Chili. Les premières relations entre les deux pays remontent à 1846. L'Autriche a une ambassade à Santiago et 3 consulats honoraires à Arica, Valdivia et Valparaiso. Le Chili a une ambassade à Vienne et 3 consulats honoraires à Linz, Klagenfurt et Salzbourg.

## Histoire
En 1991, le ministre des Affaires étrangères Enrique Silva Cimma (en) a été le premier chancelier du Chili à effectuer une visite officielle en Autriche.
En 1993, le chancelier Franz Vranitzky a été le premier chancelier de l'Autriche à effectuer une visite officielle au Chili,.
Depuis 1999, les relations bilatérales se sont intensifiées dans le cadre du sommet Amérique latine-Caraïbes-Europe (en).
En 2008, le chancelier autrichien Alfred Gusenbauer a effectué une visite officielle au Chili.

## Immigration autrichienne au Chili
Au XIXe siècle, la famine en Europe et l'expulsion des protestants en provenance d'Autriche ont conduit à des vagues d'immigration d'Autrichiens en Amérique latine. L'une des cités chiliennes notable de tyroliens protestants les plus notables est Los Bajos, situé dans la commune de Frutillar et la province de Llanquihue.
Le nom de la ville de Nueva Braunau (près de Puerto Varas) voit son origine en 1875, quand des colons austro-hongrois s'inspirent du nom de la ville tchèque de Broumov (en allemand : Braunau).

## Coup d'État chilien
En conséquence du coup d'État chilien de 1973, environ 1 500 réfugiés chiliens se sont installés à Vienne. En mai 2006, la présidente du Chili Michelle Bachelet a rencontré des centaines de membres de la communauté chilienne au Rathaus de Vienne,.